# Brachycladium
Brachycladium é um género botânico pertencente à família das orquídeas (Orchidaceae). Foi proposto por Luer em 2005, para abrigar as espécies de um subgênero homônimo de Lepanthes cujas espécies são longamente reptantes, com muitas ramificações, flores de pétalas mais longas que largas e de labelo sem apêndices. Sua espécie tipo é a Lepanthes nummularia.

## Espécies
1. Brachycladium ariasianum (Luer & L.Jost) Luer, Monogr. Syst. Bot. Missouri Bot. Gard. 103: 307 (2005).
2. Brachycladium cardiocheilum (Luer & R.Escobar) Luer, Monogr. Syst. Bot. Missouri Bot. Gard. 103: 307 (2005).
3. Brachycladium catellum (Luer & R.Escobar) Luer, Monogr. Syst. Bot. Missouri Bot. Gard. 103: 307 (2005).
4. Brachycladium chilopse (Luer & Hirtz) Luer, Monogr. Syst. Bot. Missouri Bot. Gard. 103: 307 (2005).
5. Brachycladium ciliare (Luer & Hirtz) Luer, Monogr. Syst. Bot. Missouri Bot. Gard. 103: 307 (2005).
6. Brachycladium compositum (Luer & R.Escobar) Luer, Monogr. Syst. Bot. Missouri Bot. Gard. 103: 307 (2005).
7. Brachycladium cordilabium (Luer) Luer, Monogr. Syst. Bot. Missouri Bot. Gard. 103: 307 (2005).
8. Brachycladium dactylum (Garay) Luer, Monogr. Syst. Bot. Missouri Bot. Gard. 103: 307 (2005).
9. Brachycladium destitutum (Luer & R.Escobar) Luer, Monogr. Syst. Bot. Missouri Bot. Gard. 103: 307 (2005).
10. Brachycladium erepse (Luer & Hirtz) Luer, Monogr. Syst. Bot. Missouri Bot. Gard. 103: 307 (2005).
11. Brachycladium exiguum (Luer & L.Jost) Luer, Monogr. Syst. Bot. Missouri Bot. Gard. 103: 307 (2005).
12. Brachycladium geminipetalum (Luer & J.Portilla) Luer, Monogr. Syst. Bot. Missouri Bot. Gard. 103: 307 (2005).
13. Brachycladium hippocrepicum (Luer & R.Escobar) Luer, Monogr. Syst. Bot. Missouri Bot. Gard. 103: 307 (2005).
14. Brachycladium irrasum (Luer & R.Escobar) Luer, Monogr. Syst. Bot. Missouri Bot. Gard. 103: 307 (2005).
15. Brachycladium lunare (Luer) Luer, Monogr. Syst. Bot. Missouri Bot. Gard. 103: 307 (2005).
16. Brachycladium lupulum(Luer & Hirtz) Luer, Monogr. Syst. Bot. Missouri Bot. Gard. 103: 307 (2005).
17. Brachycladium lynnianum (Luer) Luer, Monogr. Syst. Bot. Missouri Bot. Gard. 103: 307 (2005).
18. Brachycladium micropetalum (L.O.Williams) Luer, Monogr. Syst. Bot. Missouri Bot. Gard. 103: 307 (2005).
19. Brachycladium monilium (Luer & R.Escobar) Luer, Monogr. Syst. Bot. Missouri Bot. Gard. 103: 307 (2005).
20. Brachycladium nummularium (Rchb.f.) Luer, Monogr. Syst. Bot. Missouri Bot. Gard. 103: 307 (2005).
21. Brachycladium octocornutum (Luer) Luer, Monogr. Syst. Bot. Missouri Bot. Gard. 103: 307 (2005).
22. Brachycladium pendens (Garay) Luer, Monogr. Syst. Bot. Missouri Bot. Gard. 103: 307 (2005).
23. Brachycladium persimile (Luer & Sijm) Luer, Monogr. Syst. Bot. Missouri Bot. Gard. 103: 307 (2005).
24. Brachycladium pholeter (Luer) Luer, Monogr. Syst. Bot. Missouri Bot. Gard. 103: 307 (2005).
25. Brachycladium pilosellum (Rchb.f.) Luer, Monogr. Syst. Bot. Missouri Bot. Gard. 103: 307 (2005).
26. Brachycladium platysepalum (Luer & R.Escobar) Luer, Monogr. Syst. Bot. Missouri Bot. Gard. 103: 308 (2005).
27. Brachycladium pseudocaulescens (L.B.Sm. & S.K.Harris) Luer, Monogr. Syst. Bot. Missouri Bot. Gard. 103: 308 (2005).
28. Brachycladium ricii (Luer & R.Vásquez) Luer, Monogr. Syst. Bot. Missouri Bot. Gard. 103: 308 (2005).
29. Brachycladium stalactites (Luer & Hirtz) Luer, Monogr. Syst. Bot. Missouri Bot. Gard. 103: 308 (2005).
30. Brachycladium triangulare (Luer) Luer, Monogr. Syst. Bot. Missouri Bot. Gard. 103: 308 (2005).
31. Brachycladium tridactylum (Luer) Luer, Monogr. Syst. Bot. Missouri Bot. Gard. 103: 308 (2005).
32. Brachycladium ursulum (Luer & R.Escobar) Luer, Monogr. Syst. Bot. Missouri Bot. Gard. 103: 308 (2005).
33. Brachycladium viebrockianum (Luer & L.Jost) Luer, Monogr. Syst. Bot. Missouri Bot. Gard. 103: 308 (2005).
34. Brachycladium villosum (Løjtnant) Luer, Monogr. Syst. Bot. Missouri Bot. Gard. 103: 308 (2005), no basionym page.
35. Brachycladium werneri (Luer) Luer, Monogr. Syst. Bot. Missouri Bot. Gard. 103: 308 (2005).